# Hortia longifolia
Hortia longifolia är en vinruteväxtart som beskrevs av George Bentham och Adolf Engler. Hortia longifolia ingår i släktet Hortia och familjen vinruteväxter. Inga underarter finns listade i Catalogue of Life.